# Floyd Dell

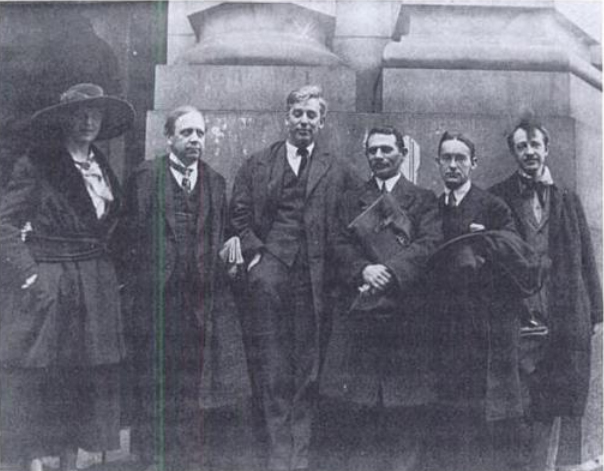
Crystal Eastman, Art Young, Max Eastman, Morris Hillquit, Merrill Rogers y Floyd Dell, Nueva York, 1918.

Floyd Dell (Barry, Illinois, 28 de junio de 1887 - Bethesda, Maryland, 23 de julio de 1969) fue un editor, crítico literario, escritor y poeta estadounidense.
Descrito como un «ardiente varón feminista», fue autor de obras como Moon-Calf (1920), The Briary-Bush (1921), Janet March (1923), This Mad Ideal (1925), Runaway (1925), An Old Man's Folly (1926), Love in Greenwich Village (1926), Intellectual Vagabondage (1926), An Unmarried Father (1927), Upton Sinclair: A Study in Social Protest (1928), Souvenir (1929), o Love in the Machine Age (1930), entre otras.